# Луис Физер
Луис Фредерик Физер (на английски: Louis Frederick Fieser; 7 април 1899 – 25 юли 1977) е органичен химик, професор в Харвардския университет в Съединените американски щати.
Участва в синтеза на Витамин К през 1939 г.
Известен е като откривател на ефективна за военни действия форма на напалма през 1943 г.
Автор е на фундаменталния труд „Реагенти на органичния синтез“, 1968 г.